# クレールの刺繍
『クレールの刺繍』（クレールのししゅう、原題：Brodeuses）は、2004年5月14日にフランスより製作・公開の映画。本作は監督・脚本を手掛けたエレオノール・フォーシェの劇場長編デビュー作品である。2004年のカンヌ国際映画祭で批評家週間グランプリを受賞した。刺繍を通して息子を亡くした中年女性と妊娠した17歳の少女の交流を描く物語。
日本では2005年9月3日より渋谷Bunkamura・ル・シネマ他にて日本語字幕版のみ全国ロングラン劇場公開された。2006年3月24日にビデオメーカーよりDVD（APD-1118）が発売されており、2008年7月25日に東北新社よりキャスト・スタッフ来日コメント、オリジナル予告編や日本版予告編など映像特典を収録したDVD（TBD-1122）も再発売されている。

## ストーリー
17歳の少女クレールは妊娠5か月になるが、誰にも相談ができないでいた。匿名出産（フランスの出産制度で、産みの親が子どもの出生を届け出ず、親権を放棄すること）で出産することを決めたクレールは妊娠を隠すため、刺しゅう職人のメリキアン夫人の元で働くことになる。息子を事故で失っていたメリキアン夫人は、世捨て人のような生活を送っていたが、時間が経つにつれて２人の間には互いが見失っていた人との絆が育っていく。

## キャスト
| 役名                 | 俳優                     |
| -------------------- | ------------------------ |
| クレール・ムーティエ | ローラ・ネマルク         |
| メリキアン夫人       | アリアンヌ・アスカリッド |
| ギヨーム             | トマ・ラロップ           |
| ルシール             | マリー・フェリックス     |
| トーマス             | アルチュール・クーエン   |

## スタッフ
- 監督：エレノール・フォーシェ
- 製作：ベルトラン・ファン・エフェンテール、アラン・ベンギーギ
- 製作総指揮：トマ・ヴェルハーゲ
- 脚本：エレノール・フォーシェ、ガエル・マーセ
- 撮影：ピエール・コットロー
- 編集：ジョエル・ヴァン・エフェンテール
- 配役：ナタニエル・エステル
- 音楽：マイケル・ガラッソ